# جیزه ۵۲۴۹
سیارک ۵۲۴۹ (به انگلیسی: 5249 Giza، نامگذاری:1983HJ) پنج هزار و دویست و چهل و نهمین سیارک کشف شده‌است که در ۱۸ آوریل ۱۹۸۳ کشف شد.
قدر مطلق سیارک برابر ۱۲٫۱۰ است.